# Malacoceros indicus
Malacoceros indicus är en ringmaskart som först beskrevs av Fauvel 1928.  Malacoceros indicus ingår i släktet Malacoceros och familjen Spionidae. Inga underarter finns listade i Catalogue of Life.